# Pont-la-Ville, Fribourg
Pont-la-Ville är en ort och kommun i distriktet Gruyère i kantonen Fribourg, Schweiz. Kommunen har 613 invånare (2023).